# Bọ cạp giả
Bọ cạp giả (tiếng Anh: pseudoscorpion) là lớp Hình nhện thuộc vào bộ Pseudoscorpionida và được biết đến với tên Pseudoscorpiones hoặc Chelonethida. Nhìn chung, bọ cạp giả mang ích lợi cho con người khi chúng ăn ấu trùng bướm đêm, ấu trùng kiến, mối hay ruồi. Kích thước của chúng nhỏ và vô hại. Chúng ít được nhìn thấy vì có kich thước nhỏ và vô hại.

## Đặc điểm
Bọ cap giả nhỏ như lớp Hình nhện với cơ thể dẹp và bầu như quả lê và có kìm răng giống như bọ cạp. Chúng có chiều dài từ 2 đến 8 milimét (0,08 đến 0,31 in). Loài lớn nhất được biết đến là loài Garypus titanius ở đảo Ascension có chiều dài đến 12 mm (0,5 in).

## Tiến hóa
Mẫu hóa thạch bò cạp giả lâu nhất cách đây 300 triệu năm ở kỷ Devon. Nó có đầy đủ đặc điểm của bò cạp giả hiện nay, chỉ ra rằng bọ cạp giả đã tiến hóa rất sớm trong lịch sử các động vật trên mặt đất.

## Phân loại
Danh sách này theo cách phân loại sinh học của Joel Hallan. Số lượng chi và loài gần đây trong dấu ngoặc vuông.
- Siêu bộ Epiocheirata

- Chthonioidea

- Chthoniidae (31, 605)
- †Dracochelidae – một hóa thạch loài (Kỷ Devon)
- Lechytiidae (1, 22)
- Tridenchthoniidae (17, 68)

- Feaelloidea

- Feaellidae (1, 12)
- Pseudogarypidae (2, 7)

- Siêu bộ Iocheirata

- infraorder Hemictenata

- Neobisioidea

- Bochicidae (10, 38)
- Gymnobisiidae (4, 11)
- Hyidae (3, 9)
- Ideoroncidae (9, 53)
- Neobisiidae (34, 498)
- Parahyidae (1, 1)
- Syarinidae (16, 93)

- infraorder Panctenata

- Nhóm Elassommatina

- Cheliferoidea (224, 1261)

- Atemnidae (19, 172)
- Cheliferidae (59, 292)
- Chernetidae (112, 643)
- Withiidae (34, 154)

- Sternophoroidea

- Sternophoridae (3, 20)

- Nhóm Mestommatina

- Garypoidea

- Cheiridiidae (6, 69)
- Garypidae (10, 74)
- Garypinidae
- Geogarypidae (3, 61)
- Larcidae (2, 13)
- Pseudochiridiidae (2, 12)

- Olpioidea

- Menthidae (4, 8)
- Olpiidae (53, 329)

- Incertae sedis

- Megathis Stecker, 1875 (Nomen dubium, 2 loài)

## Hình ảnh

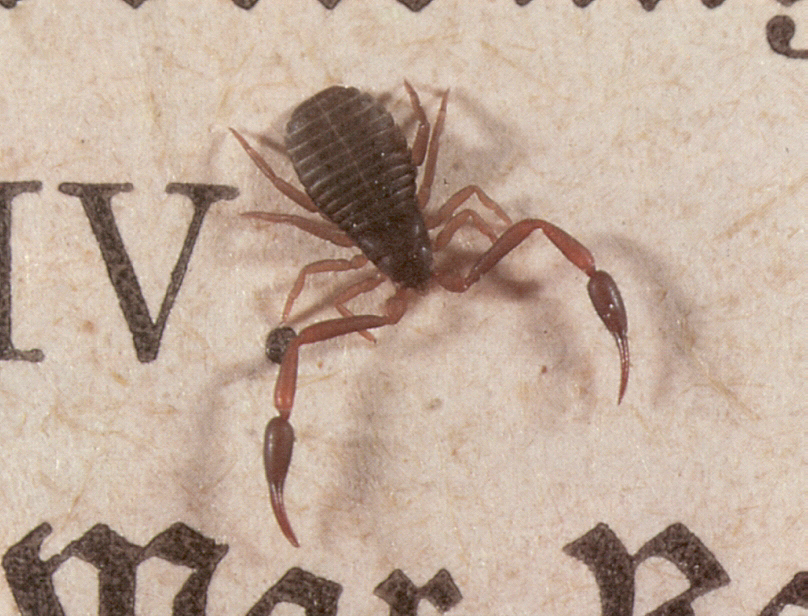
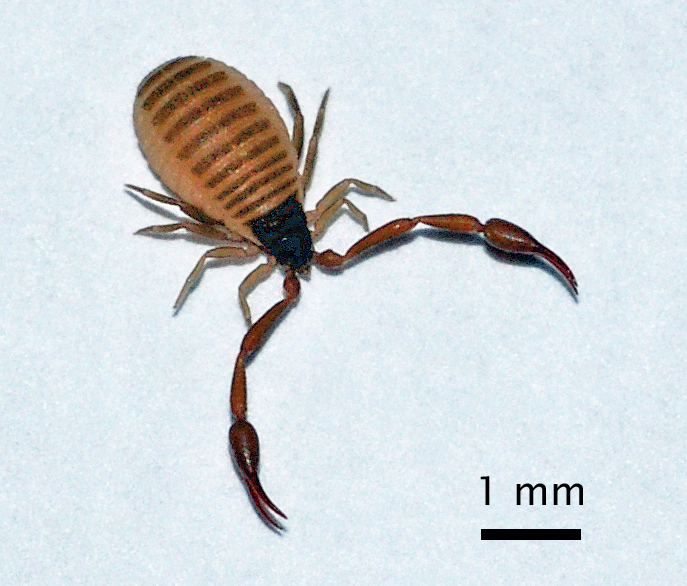
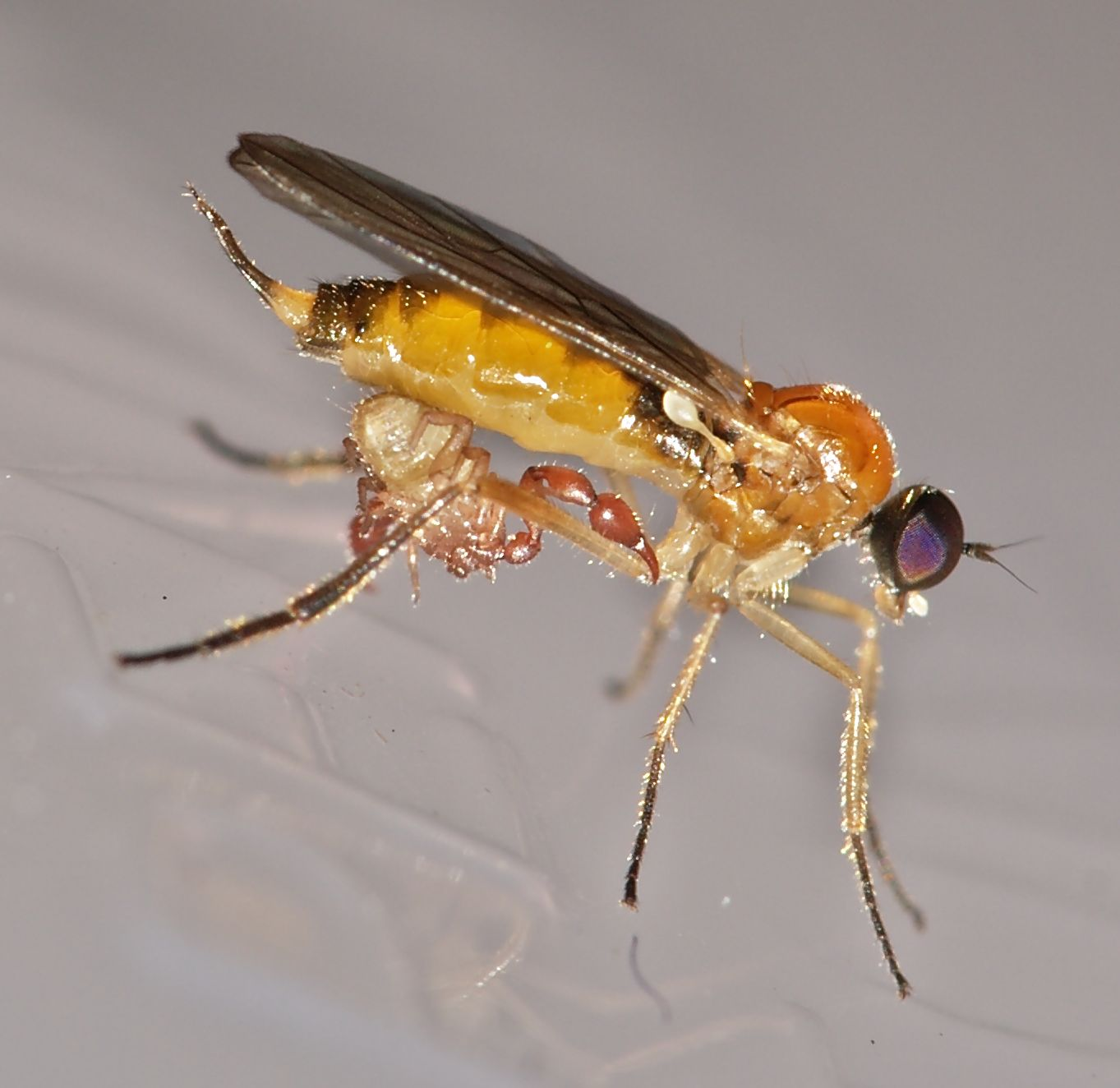
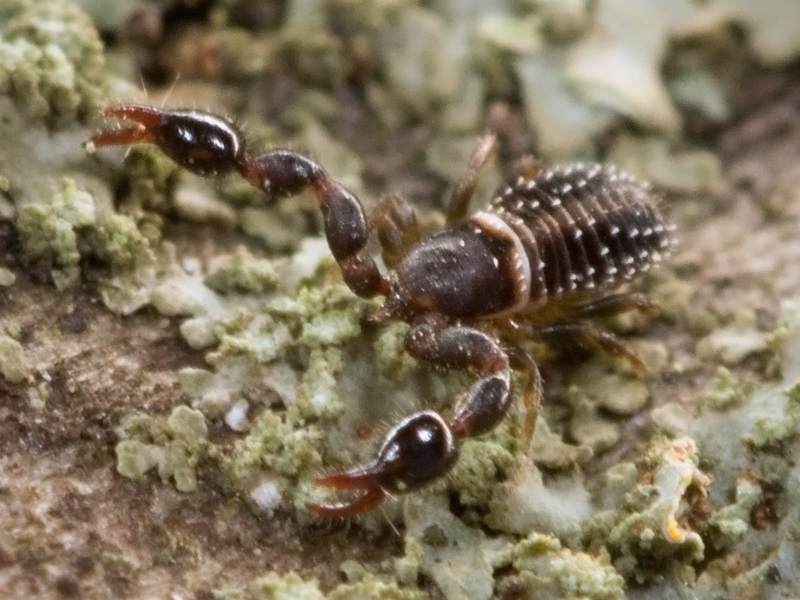